# France Stelè
France Stelè (ur. 21 lutego 1886 w Tunjicach, zm. 10 sierpnia 1972 w Lublanie) – słoweński historyk sztuki, konserwator, od 1935 roku polski konsul honorowy w Królestwie Jugosławii.

## Życiorys
France Stele po ukończeniu szkoły ludowej w Tunjicach i Kamniku oraz gimnazjum w Kranju w 1907, rozpoczął  studia na kierunku filologia słoweńska i historia oraz, od 1909 historia sztuki na Uniwersytecie Wiedeńskim. W tym samym roku, jako członek Instytutu Austriackich Badań Historycznych, poświęcił się historii sztuki oraz pokrewnym dziedzinom. Podczas studiów zetknął się z Janezem Evengelistą Krekiem, popierał jego idee narodowe i socjalistyczne. Brał udział w akcji zakładania pierwszego uniwersytetu słoweńskiego. Utrzymywał przyjacielskie stosunki z przedstawicielami innych narodów słowiańskich, zwłaszcza z Polakami. Już wtedy sporządzał spisy zabytków sztuki. Studia ukończył w 1911 roku, uzyskawszy kwalifikacje archiwisty, bibliotekarza i muzealnika. Już w 1912 roku został doktorem filozofii, broniąc pracę doktorską z zakresu malarstwa gotyckiego w Krainie. W tym samym roku został praktykantem przy Centralnej Komisji Ochrony Zabytków w Wiedniu, a następnie został konserwatorem regionalnym Krainy. Przewodniczył również oddziałowi zabytków karynckich.
Pracę Stele przerwała I wojna światowa. Został wzięty w niewolę na polu walki w Galicji. Lata 1914-1918 spędził w niewoli rosyjskiej na Syberii.
Po wojnie na Uniwersytecie w Lublanie powstała katedra historii sztuki. Kiedy Stele wrócił w 1919 roku do Lublany przejął kierownictwo Urzędu Zabytków Słowenii. Pracę konserwatora wykonywał do 1938 roku. Od 1921 roku wykładał również historię sztuki na wydziale architektury na Uniwersytecie w Lublanie. W 1937 roku był mianowany na profesora nadzwyczajnego historii sztuki na Wydziale Humanistycznym UL, w 1952 na profesora zwyczajnego. W roku 1960 przeszedł na emeryturę i jako zasłużony profesor kontynuował wykłady.
France Stele jest jednym z najważniejszych badaczy słoweńskiej historii sztuki. Jako pierwszy podkreślał i uzasadniał tezę, że Słoweńcy mają własną sztukę. Odkrywał zabytki sztuki średniowiecznej i współczesnej, oceniał ich wartość i określał ich miejsce i znaczenie w życiu kulturalnym i narodowym Słoweńców, a także w europejskim kręgu sztuki. 
Stele był członkiem wielu międzynarodowych i słoweńskich organizacji np. Słoweńskiej Akademii Nauk (SAZU), Międzynarodowego komitetu zabytków przy UNESCO, Międzynarodowego Związku Krytyków (AICA).

## Publikacje
- Liczne hasła w lipskim Allgemeines Lexikon der Bildenden Künstler,
- Politični okraj Kamnik (Okręg Kamnik), Ljubljana, Umetnostno-zgodovinsko društvo 1922-1929, pierwsza nowoczesna słoweńska topografia zabytków sztuki,
- Oris zgodovine umetnosti pri Slovencih (Zarys historii sztuki Słoweńców), Ljubljana, Nova založba 1924,
- Monumenta artis Slovenicae I-II, Ljubljana, Akademska založba 1935-1938,
- Umetnost zapadne Evrope: oris njenih virov in glavnih dob njenega razvoja (Sztuka Europy Zachodniej. Zarys jej źródeł i głównych faz rozwoju), Ljubljana, Jugoslovanska knjigarna 1935.
- Cerkveno slikarstvo med Slovenci (Malarstwo sakralne Słoweńców) Celje, Družba sv. Mohorja, 1937,
- Slikarstvo v Sloveniji od 12. do srede 16. stoletja (Malarstwo w Słowenii od XII do połowy XVI wieku), Ljubljana, Slovenska matica 1969,
- Slovenski slikarji (Malarze słoweńscy), Ljubljana, Slovenski knjižni zavod 1949,
- Gotsko stensko slikarstvo Ars Sloveniae (Słoweńskie malarstwo gotyckie), Maribor, Obzorja 1972,
- Umetnost v Primorju (Sztuka na Przymorzu), Ljubljana, Slovenska matica 1960,
- Umetnost v Kamniškem okraju (Sztuka w Okręgu Kamnickim), Kamnik, Kamniško dijaško počitniško društvo Bistrica 1938,
- Predromanski ornament iz Slivnice (Przedromański ornament ze Slivnicy), Ljubljana, SAZU 1944,
- Architectura perennis (1941),
- Napori (Wysiłki), Ljubljana, SAZU 1955,
- Arhitekt Jože Plečnik v Italiji (Architekt Jože Plečnik we Włoszech), Ljubljana, Slovenska matica 1967,
- Slovenski impresionisti (Słoweńscy impresjoniści), Ljubljana, Državna založba Slovenije 1970.